# Instituto Nacional de las Mujeres (Costa Rica)
El Instituto Nacional de las Mujeres (INAMU) es la institución autónoma del gobierno de Costa Rica encargada de desarrollar, coordinar y ejecutar políticas orientadas a la protección efectiva de los derechos humanos de las mujeres, el combate a la violencia doméstica y a la violencia de género, el asesoramiento interdisciplinario social, jurídico y político, y a la promoción del desarrollo, autonomía, inclusión y empoderamiento de las mujeres. Marcela Guerrero Campos. ocupó dicho cargo hasta mayo del 2022.

## Historia
La creación de una institución enfocada en la erradicación de la discriminación contra las mujeres en el país surge a partir de la aprobación de diferentes tratados, iniciativas y declaraciones internacionales como el Plan de Acción Mundial para la consecución de los objetivos del Año Internacional de la Mujer, la Convención sobre la Eliminación de Todas la Formas de Discriminación contra la Mujer, ratificada por los Estados miembros de la Organización de las Naciones Unidas el 18 de diciembre de 1979, o las Estrategias de Nairobi Orientadas hacia el Futuro para el Adelanto de la Mujer, adoptadas por los diferentes gobiernos en la Conferencia Mundial sobre la Mujer de 1985, con el objetivo de erradicar la discriminación de la mujer. Costa Rica, que se comprometió a seguir los puntos establecidos por estas iniciativas, contempla, a partir de entonces, la necesidad de crear un ente encargado de desarrollar políticas orientadas a proteger los derechos de esta parte de la población.
Así es como en 1974, durante la administración de Daniel Oduber Quirós, se crea la Oficina de Programas para la Mujer y la Familia, dependiente del Ministerio de Cultura, Juventud y Deportes, y a la cual se le adjudicaron sus funciones mediante el Decreto Ejecutivo n.° 5 991 del 7 de mayo de 1976. Esta oficina antecesora se encargó de promover la incorporación plena de la mujer a la educación, la cultura y el deporte mediante la ejecución de programas y políticas.
El 11 de noviembre de 1976, la Oficina de Programas para la Mujer y la Familia es reestructurada por la Asamblea Legislativa de Costa Rica, mediante la promulgación de Ley n.° 5 988, en el Centro Nacional para el Mejoramiento de la Mujer y la Familia. Mediante esta reestructuración, el organismo adquiere independencia funcional y nuevas atribuciones. Posteriormente, el 20 de marzo de 1986 y mediante la Ley n.° 7 026, el organismo es nuevamente transformado, esta vez en el Centro Nacional para el Desarrollo de la Mujer y la Familia, ahora como el ente rector oficial de las políticas nacionales a favor de las mujeres, contando con personería jurídica y patrimonio, más aún bajo la dependencia del Ministerio de Cultura, Juventud y Deportes. Además, se le hace acreedor de ayudas sociales redistribuidas por el Estado a través del Fondo de Desarrollo Social y Asignaciones Familiares (FODESAF).
Finalmente, el 30 de abril de 1998, durante el gobierno de José María Figueres Olsen, la Asamblea Legislativa aprueba convertir el Centro Nacional para el Desarrollo de la Mujer y Familia en el Instituto Nacional de las Mujeres (INAMU) mediante la Ley n.° 7 801, ahora como una entidad autónoma y descentralizada presidida por el también creado cargo de ministra de la Condición de la Mujer.

## El Instituto Nacional de la Mujer: proyección para el quehacer de las mujeres costarricenses
El INAMU tiene un proyecto digital denominado La Galería de las Mujeres, para consultar información sobre la biografía de mujeres destacadas en diversos campos como la ciencia, la agricultura, los movimientos sociales costarricenses en general. El sitio está abierto para la consulta general en el sitio https://www.inamu.go.cr/galeria-de-la-mujer

## Funciones
De acuerdo con su ley orgánica, el Instituto Nacional de las Mujeres tiene, entre algunas de sus funciones, las siguientes:
- Formular e impulsar la política nacional para la igualdad y equidad de género, en coordinación con las instituciones públicas, las instancias estatales que desarrollan programas para las mujeres y las organizaciones sociales.
- Proteger los derechos de la mujer consagrados tanto en declaraciones, convenciones y tratados internacionales como en el ordenamiento jurídico costarricense; promover la igualdad entre los géneros y propiciar acciones tendientes a mejorar la situación de la mujer.
- Coordinar y vigilar que las instituciones públicas establezcan y ejecuten las políticas nacionales, sociales y de desarrollo humano, así como las acciones sectoriales e institucionales de la política nacional para la igualdad y equidad de género.
- Propiciar la participación social, política, cultural y económica de las mujeres y el pleno goce de sus derechos humanos, en condiciones de igualdad y equidad con los hombres.

## Estructura
El Instituto Nacional de las Mujeres es presidido por un o una ministra nombrada por el Consejo de Gobierno, quien a su vez asume la presidencia ejecutiva de la institución y de su junta directiva, integrada a su vez por otras seis personas representantes de diferentes instancias públicas ligadas al trabajo, educación, salud y bienestar social, que se encarga de ejecutar las políticas, planes y programas necesarios para cumplir con los fines del Instituto. 
La institución se estructura en las siguientes direcciones y departamentos:
- La Dirección Estratégica
  - Departamento de Ciudadanía Activa, Liderazgo y Gestión Local
  - Departamento de Condición Jurídica y Protección de los Derechos de las Mujeres
  - Departamento de Construcción de Identidades y Proyectos de Vida
  - Departamento de Desarrollo Regional
  - Departamento de Especializada de Información
  - Departamento de Gestión de Políticas Públicas para la Equidad de Género
  - Departamento de Violencia de Género
- La Dirección Administrativa
  - Departamento Financiero Contable
  - Departamento de Proveeduría
  - Departamento de Recursos Humanos
  - Departamento de Servicios Generales y Transporte

## Titulares
| Nombre                                                                 | Período en el cargo     | Período en el cargo    | Partido Político | Administración                    |  |
| Nombre                                                                 | Inicio                  | Final                  | Partido Político | Administración                    |  |
| ---------------------------------------------------------------------- | ----------------------- | ---------------------- | ---------------- | --------------------------------- |  |
| Ministras de la Condición de la Mujer y Presidentas Ejecutivas (1998-) |                         |                        |                  |                                   |  |
| Yolanda Ingianna Mainieri                                              | 8 de mayo de 1998       | 8 de diciembre de 1998 | PUSC             | Miguel Ángel Rodríguez Echeverría |  |
| Gloria Valerín Rodríguez                                               | 9 de diciembre de 1998  | 27 de julio de 2001    | PUSC             | Miguel Ángel Rodríguez Echeverría |  |
| Xinia Carvajal Salazar                                                 | 3 de agosto de 2001     | 8 de mayo de 2002      | PUSC             | Miguel Ángel Rodríguez Echeverría |  |
| Esmeralda Britton González                                             | 8 de mayo de 2002       | 22 de junio de 2004    | PUSC             | Abel Pacheco de la Espriella      |  |
| Georgina Vargas Pagán                                                  | 29 de junio de 2004     | 8 de mayo de 2006      | PUSC             | Abel Pacheco de la Espriella      |  |
| Jeannette Carrillo Madrigal                                            | 8 de mayo de 2006       | 4 de mayo de 2009      | PLN              | Óscar Arias Sánchez               |  |
| Mayra Díaz Méndez                                                      | 6 de mayo de 2009       | 8 de mayo de 2010      | PLN              | Óscar Arias Sánchez               |  |
| Maureen Clarke Clarke                                                  | 8 de mayo de 2010       | 1 de agosto de 2013    | PLN              | Laura Chinchilla Miranda          |  |
| María Isabel Chamorro Santamaría                                       | 3 de septiembre de 2013 | 8 de mayo de 2014      | PLN              | Laura Chinchilla Miranda          |  |
| Alejandra Mora Mora                                                    | 8 de mayo de 2014       | 8 de mayo de 2018      | PAC              | Luis Guillermo Solís Rivera       |  |
| Patricia Mora Castellanos                                              | 8 de mayo de 2018       | 7 de diciembre de 2020 | PAC              | Carlos Alvarado Quesada           |  |
| Marcela Guerrero Campos                                                | 21 de diciembre de 2020 | En la actualidad       | PAC              | Carlos Alvarado Quesada           |  |